# Copeland (Band)

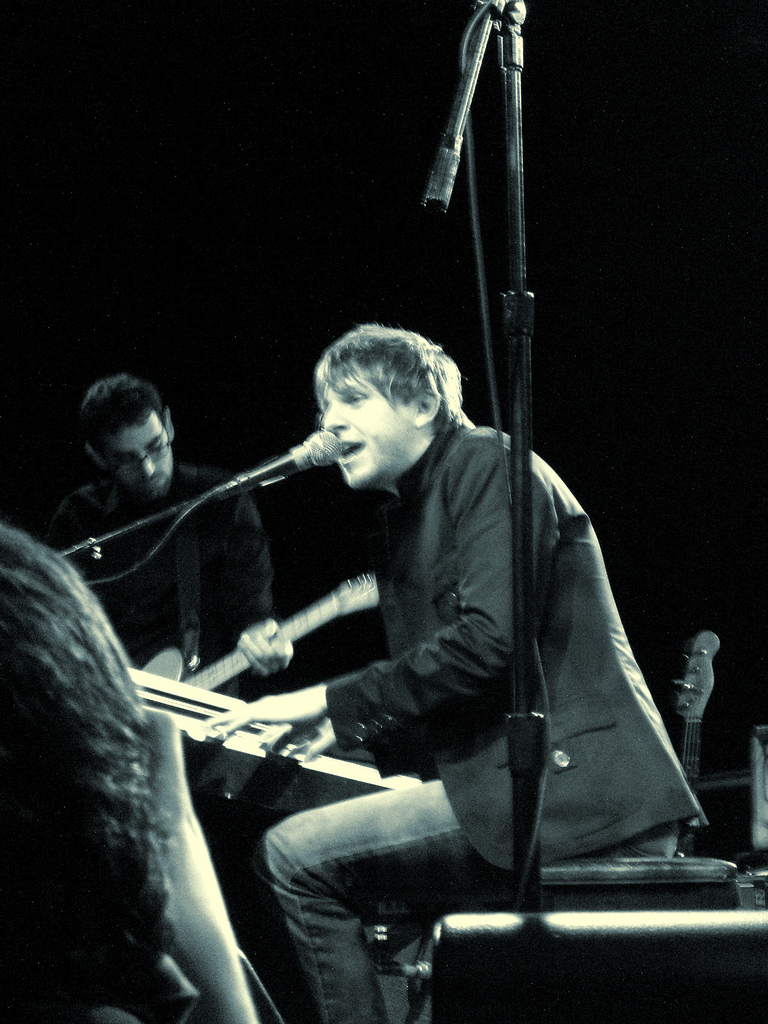
Sänger Aaron Marsh bei einem Auftritt mit seiner Indie-Rock-Band Copeland 2007

Copeland ist eine 2001 gegründete Indie-Rock-Band aus Lakeland, Florida. Die Band löste sich im Jahr 2010 auf und fand im April 2014 erneut zusammen.

## Geschichte
Seit der Wiedervereinigung besteht die Gruppe aus Sänger Aaron Marsh, den Gitarristen Bryan und Stephen Laurenson, sowie aus Schlagzeuger Jonathan Bucklew.
Die Gruppe veröffentlichte vor ihrer Trennung mehrere EPs sowie fünf Studioalben. Ihr sechstes Album namens Ixora erschien im November 2014 und konnte sich wie drei Alben zuvor in den nationalen Albumcharts platzieren.

## Diskografie
Alben
- 2003: Beneath Medicine Tree (The Militia Group)
- 2005: In Motion (The Militia Group)
- 2006: Eat, Sleep, Repeat (Columbia Records)
- 2007: Dressed Up & In Line (Columbia Records)
- 2008: You Are My Sunshine (Columbia Records)
- 2014: Ixora (Tooth & Nail Records)
- 2019: Blushing (Tooth & Nail Records)

## Stellung zum Christentum
Oft wurde spekuliert, ob es sich bei Copeland um eine christliche Rockband handele. Sänger Aaron Marsh sagte, dass einige (ehemalige) Mitglieder der Band gläubige Christen sind bzw. waren, die Band aber keine christlichen Botschaften vermittele.

## Weiteres
Sleeping-with-Sirens-Sänger Kellin Quinn ist ein Fan der Band. Er benannte seine Tochter nach der Band. Aaron Marsh ist zudem im Lied Let Love Bleed Red der Band aus dem Debütalbum With Ears to See and Eyes to Hear zu hören.